# Niemieccy posłowie do Parlamentu Europejskiego 2019–2024
Niemieccy posłowie IX kadencji do Parlamentu Europejskiego zostali wybrani w wyborach przeprowadzonych 26 maja 2019, w których wyłoniono 96 deputowanych.

## Posłowie według list wyborczych
Unia Chrześcijańsko-Demokratyczna
- Hildegard Bentele
- Stefan Berger
- Daniel Caspary
- Karolin Braunsberger-Reinhold, poseł do PE od 7 października 2021
- Lena Düpont
- Christian Ehler
- Michael Gahler
- Jens Gieseke
- Niclas Herbst
- Peter Jahr
- Peter Liese
- Norbert Lins
- David McAllister
- Markus Pieper
- Dennis Radtke
- Christine Schneider
- Andreas Schwab
- Ralf Seekatz
- Sven Simon
- Sabine Verheyen
- Axel Voss
- Marion Walsmann
- Rainer Wieland

Unia Chrześcijańsko-Społeczna
- Christian Doleschal
- Markus Ferber
- Monika Hohlmeier
- Marlene Mortler
- Angelika Niebler
- Manfred Weber

Zieloni
- Rasmus Andresen
- Michael Bloss
- Reinhard Bütikofer
- Anna Cavazzini
- Viola von Cramon-Taubadel
- Anna Deparnay-Grunenberg
- Romeo Franz
- Daniel Freund
- Alexandra Geese
- Henrike Hahn
- Martin Häusling
- Pierrette Herzberger-Fofana
- Ska Keller
- Sergey Lagodinsky
- Katrin Langensiepen
- Erik Marquardt
- Hannah Neumann
- Niklas Nienaß
- Jan Ovelgönne, poseł do PE od 12 marca 2024
- Jutta Paulus
- Terry Reintke

Socjaldemokratyczna Partia Niemiec
- Katarina Barley
- Gabriele Bischoff
- Udo Bullmann
- Delara Burkhardt
- Matthias Ecke, poseł do PE od 3 października 2022
- Jens Geier
- Petra Kammerevert
- Dietmar Köster
- Bernd Lange
- Karsten Lucke, poseł do PE od 11 stycznia 2022
- Maria Noichl
- René Repasi, poseł do PE od 2 lutego 2022
- Thomas Rudner, poseł do PE od 3 lipca 2023
- Joachim Schuster
- Birgit Sippel
- Tiemo Wölken

Alternatywa dla Niemiec
- Christine Anderson
- Gunnar Beck
- Lars Patrick Berg
- Markus Buchheit
- Nicolaus Fest
- Maximilian Krah
- Joachim Kuhs
- Sylvia Limmer
- Jörg Meuthen
- Guido Reil
- Bernhard Zimniok

Die Linke
- Özlem Demirel
- Cornelia Ernst
- Martina Michels
- Martin Schirdewan
- Helmut Scholz

Wolna Partia Demokratyczna
- Andreas Glück
- Svenja Hahn
- Michael Kauch, poseł do PE od 1 stycznia 2024
- Moritz Körner
- Jan-Christoph Oetjen

Die PARTEI
- Nico Semsrott
- Martin Sonneborn

Freie Wähler
- Engin Eroglu
- Ulrike Müller

Die Tierschutzpartei
- Martin Buschmann

Ekologiczna Partia Demokratyczna
- Manuela Ripa, poseł do PE od 16 lipca 2020

Niemiecka Partia Rodzin
- Niels Geuking, poseł do PE od 5 lutego 2024

Volt
- Damian Boeselager

Niemiecka Partia Piratów
- Patrick Breyer

Byli posłowie IX kadencji do PE
- Klaus Buchner (Ekologiczna Partia Demokratyczna), do 15 lipca 2020
- Sven Schulze (CDU), do 28 września 2021
- Sven Giegold (Zieloni), do 15 grudnia 2021
- Norbert Neuser (SPD), do 10 stycznia 2022
- Evelyne Gebhardt (SPD), do 1 lutego 2022
- Constanze Krehl (SPD), do 2 października 2022
- Ismail Ertug (SPD), do 2 lipca 2023
- Nicola Beer (FDP), do 31 grudnia 2023
- Helmut Geuking (FAMILIE), do 4 lutego 2024
- Malte Gallée (Zieloni), od 22 grudnia 2021 do 10 marca 2024